# Мілковиці (Великопольське воєводство)
Мілковиці (пол. Miłkowice) — село в Польщі, у гміні Добра Турецького повіту Великопольського воєводства.
Населення — 193 особи (2011).
У 1975-1998 роках село належало до Конінського воєводства.

## Демографія
Демографічна структура станом на 31 березня 2011 року:
|          | Загалом | Допрацездатний вік | Працездатний вік | Постпрацездатний вік |
| -------- | ------- | ------------------ | ---------------- | -------------------- |
| Чоловіки | 87      | 16                 | 60               | 11                   |
| Жінки    | 106     | 18                 | 55               | 33                   |
| Разом    | 193     | 34                 | 115              | 44                   |